# شبکه پتری

یک شبکه پتری ساده

یک شبکه پتری ساده

یک شبکه پتری به عنوان شبکه مکان/انتقال (PT) شناخته میشود، یکی از چندین زبان مدلسازی ریاضی برای توصیف سیستم های توزیع شده است. این یک کلاس از سیستم پویای رویداد گسسته است. شبکه پتری یک نمودار دو طرفه است که دارای دو نوع عنصر است، مکان و انتقال، به ترتیب به صورت دایره های سفید و مستطیل نشان داده میشوند. یک مکان میتواند شامل هر تعداد نشانه ای باشد که به صورت دایره های سیاه نشان داده شده است. اگر همه مکان هایی که به عنوان ورودی به آن متصل هستند حداقل یک رمز داشته باشند، انتقال امکان پذیر است.
برخی منابع بیان میکنند که شبکه های پتری در اوت 1939 توسط کارل آدام پتری - در سن 13 سالگی - به منظور توصیف فرآیندهای شیمیایی اختراع شد.
استانداردهای صنعت از جمله نمودارهای فعالیت UML، مدل فرآیند کسب و کار و علامت گذاری و زنجیره های فرآیند مبتنی بر رویداد، شبکه های پتری یک نت گرافیکی را برای فرآیندهای گام به گام ارائه میدهد که شامل انتخاب، تکرار و اجرای همزمان است. برخلاف این استانداردها، شبکه های پتری تعریف ریاضی دقیق معناشناسی اجرای خود را دارند، با یک نظریه ریاضی به خوبی توسعه یافته برای تجزیه و تحلیل فرآیند.
شبکه پتری ابزار قدرتمندی برای مدل سازی همروندی هستند و قدرت توصیف بیشتری را نسبت به شبکه‌های صف فراهم می‌کنند. شبکه‌های پتری علاوه بر اینکه دارای ساختار و رفتار صوری هستند، قابلیت نمایش گرافیکی را دارند که به همین سبب مدل سازی توسط آنها را آسان می‌کند. یکی از دلایل موفقیت شبکه‌های پتری سادگی آنهاست که البته این سادگی گاه مدل کردن سیستم‌ها پیچیده را دشوار می‌سازد. امکانات زیادی به مدل اولیه شبکه پتری اضافه شده‌است تا قدرت مدل سازی آن را افزایش یابد و بتوان آن را در زمینه‌های مختلف به کار برد.

## نمایش ساختار
نمایش گرافیکی شبکه‌های پتری برای تشریح مفاهیم نظری شبکه پتری بسیار مفید است. گراف شبکه پتری روشی برای ارائه ساختار شبکه‌های پتری است که در آن دو نوع گره وجود دارد. گره‌هایی به صورت دایره (O) و خط (׀) وجود دارد که دایره‌ها نشانگر مکان‌ها و خطوط نشانگر گذرها هستند. این مکانها و گذرها توسط کمانهایی به همدیگر متصل می‌شوند. وقتی یک کمان از یک گذر به یک مکان متصل شود نشانگر آن است که آن مکان به عنوان خروجی گذر مذکور خواهد بود و اگر کمانی از یک مکان به یک گذر رسم شود نشانگر آن است که آن مکان ورودی گذر مذکور خواهد بود.
یک نمونه از این ساختار در شکل زیر نشان داده شده‌است.

## نمایش رفتار
برای توصیف رفتار شبکه پتری نشانه‌ها هم به این گراف اضافه می‌شوند و باعث می‌شوند که بتوانیم مفهوم حالت را در این گراف تعریف کنیم. ما دایره‌های کوچکی در داخل مکانهای این گراف ترسیم می‌کنیم. این دایره‌های توپر را نشانه می‌گوییم. تعداد این دایره‌ها در کل گراف و همچنین نحوه توزیع آنها بین مکانها حالت شبکه پتری را مشخص می‌کنند که ما به آن یک نشانه گذاری شبکه پتری می‌گوییم